# M.A.C.H. - Maneuverable Armed Computer Humans
M.A.C.H. - Maneuverable Armed Computer Humans is een videospel voor de Commodore 64. Het spel werd uitgebracht in 1987. 